# SN 1975V
SN 1975V – niepotwierdzona supernowa odkryta 29 sierpnia 1975 roku w galaktyce A201813-6903. W momencie odkrycia miała maksymalną jasność 19,00m.